# GRTP1
GRTP1 (англ. Growth hormone regulated TBC protein 1) – білок, який кодується однойменним геном, розташованим у людей на 13-й хромосомі. Довжина поліпептидного ланцюга білка становить 336 амінокислот, а молекулярна маса — 38 554.
| 10         |  | 20         |  | 30         |  | 40         |  | 50         |
| ---------- |  | ---------- |  | ---------- |  | ---------- |  | ---------- |
| MQPAERSRVP |  | RIDPYGFERP |  | EDFDDAAYEK |  | FFSSYLVTLT |  | RRAIKWSRLL |
| QGGGVPRSRT |  | VKRYVRKGVP |  | LEHRARVWMV |  | LSGAQAQMDQ |  | NPGYYHQLLQ |
| GERNPRLEDA |  | IRTDLNRTFP |  | DNVKFRKTTD |  | PCLQRTLYNV |  | LLAYGHHNQG |
| VGYCQGMNFI |  | AGYLILITNN |  | EEESFWLLDA |  | LVGRILPDYY |  | SPAMLGLKTD |
| QEVLGELVRA |  | KLPAVGALME |  | RLGVLWTLLV |  | SRWFICLFVD |  | ILPVETVLRI |
| WDCLFNEGSK |  | IIFRVALTLI |  | KQHQELILEA |  | TSVPDICDKF |  | KQITKGSFVM |
| ECHTFMQKIF |  | SEPGSLSMAT |  | VAKLRESCRA |  | RLLAQG     |  |            |

A: Аланін

C: Цистеїн

D: Аспарагінова кислота

E: Глутамінова кислота

F: Фенілаланін

G: Гліцин

H: Гістидин

I: Ізолейцин

K: Лізин

L: Лейцин

M: Метіонін

N: Аспарагін

P: Пролін

Q: Глутамін

R: Аргінін

S: Серин

T: Треонін

V: Валін

W: Триптофан

Кодований геном білок за функцією належить до активаторів гтфаз. 
Задіяний у такому біологічному процесі, як альтернативний сплайсинг. 